# Sphaeropyge spirifera
Sphaeropyge spirifera är en mångfotingart som beskrevs av Carl Graf Attems 1953. Sphaeropyge spirifera ingår i släktet Sphaeropyge och familjen Odontopygidae. Inga underarter finns listade i Catalogue of Life.